# Pueblo Lavalleja
Pueblo Lavalleja is een stad en gemeente (municipio) in het departement Salto in Uruguay.
De stad is gesticht op 5 maart 1860. In 2004 waren er 1049 inwoners.
Huidig burgemeester is Wilson Sena.